# ويكيبيديا الوالوية
ويكيبيديا الوالوية هي النسخة الوالوية من موسوعة ويكيبيديا.